# Зниклий загін
Зниклий загін (англ. Lost Command) — американський художній фільм 1966 року режисера Марка Робсона. Екранізація роману Жана Лартегі «Центуріони». Зниклий загін — це емоційний та напружений фільм, який показує жорстокість війни та диверсій. Цей фільм не залишить байдужим жодного глядача, який шанує воєнні стрічки.

## Сюжет
У п'ятдесятих роках Франція мала пройти через цілу низку поразок у різних локальних війнах, що дало її солдатам і офіцерам можливість здобути неоціненний досвід воювати. Крім цього, вони набули незадоволеності та депресії, які зазвичай супроводжують такі конфлікти.
Фільм розповідає про загін американських солдатів, які потрапили під вплив французьких та алжирських повстанців. Їм доводиться виконувати нелегкі завдання, борючись з небезпеками та атаками з усіх боків. Це історія про справжніх героїв, які вдалися до найскладніших рішень, щоб вижити та захистити своїх товаришів.

## Ролі виконують
- Ентоні Квінн — полковник П'єр Респігі
- Ален Делон — капітан Філіп Есклав'є
- Моріс Роне — капітан Жульєн Буасфера
- Джордж Сігал — лейтенант Махіді
- Мішель Морган — графиня Наталі де Клерефон
- Клаудія Кардинале — Айша Махіді